# Мачеха (телесериал, 2005)
«Мачеха» (исп. La madrastra) — мексиканский мелодраматический сериал с элементами детектива, боевика и триллера, снятый в 2005 году на киностудии «Телевиса».
В центре сюжета — история женщины по имени Мария, которую ложно обвинили в убийстве и осудили на 20 лет, после которых она, освободившись, возвращается в Мексику, чтобы снова увидеть своих детей и отомстить врагам. Главные роли исполнили Виктория Руффо и Сезар Эвора, которые в последний раз появлялись на экране вместе в 2000 году в телесериале «Обними меня крепче», также в съемках участвовали Эдуардо Капетильо, Жаклин Андере, Ана Мартин, Сесилия Габриэла, Марта Хулия, Гильермо Гарсиа Канту, Рене Касадос и Сабине Муссьер. Сериал стал невероятно популярным, набрав в рейтинге более 30 баллов. Кроме того сериал считается одной из пяти самых успешных теленовелл киностудии «Телевиса» всех времён.
«Мачеха» стала четвёртой экранизацией в серии ремейков чилийской постановки 1981 года с тем же названием.

## Содержание

### Предыстория
Друзья и компаньоны отправляются в путешествие из города Мехико на остров Аруба. Внезапно Мария слышит выстрел и находит свою лучшую подругу, Патрисию Ибаньес мёртвой. В состоянии шока она берёт в руки пистолет, который оставил убийца на месте преступления. На основании этих улик Марию Фернандес признают виновной в убийстве Патрисии Ибаньес и приговаривают к пожизненному тюремному заключению.

### Сюжетная линия
Муж Марии Эстебан Сан Роман после приезда в Мехико заочно разводится с ней, а его детям говорит, что их мама умерла, и вешает на стену портрет незнакомки. Спустя 20 лет благодаря адвокату и многим его попыткам вытащить её из тюрьмы Марию всё-таки выпускают. Вернувшись домой, она узнаёт, что Эстебан помолвлен с Анной Росой, и что её дети думают, что она мертва, и чуть ли не поклоняются портрету незнакомой женщины, принимая её за мать, заставив Эстебана жениться на себе, она становится мачехой для своих собственных детей, которые начинают её ненавидеть, принимая за мачеху и любовницу своего отца (не без помощи Альбы тёти Эстебана, которая долгие годы была тайно влюблена в своего племянника). Но Мария всё же не прекращает попытки найти убийцу, на Марию совершаются покушения, но ей каждый раз удаётся спастись. Она не доверяет и Эстебану, и они живут как соседи, но всё же, найдя в себе силы, она прощает мужа, их любовь так же сильна. И время не повлияло на неё.
Тем временем новые убийства продолжаются. Одни и те же убийства совершает настоящий убийца Патрисии Ибаньес. Сначала был застрелен адвокат Лусиано, защищавший Марию в тюрьме, затем на Арубе был застрелен коридорный, который дежурил в ночь убийства Патрисии Ибаньес, затем была застрелена племянница жены настоящего убийцы Патрисии Ибаньес Ана Роса, и во время попытки убийства самой Марии убийцу удаётся повалить и сдать полиции. Этим загадочным убийцей Патрисии Ибаньес оказывается двуличный Деметрио Риверо. Свои убийства женщин Деметрио совершал в гриме женщины и в красной одежде. Обычный Деметрио Риверо в роли мужчины исполнял роль адвоката, ловеласа и мошенника.
Спустя 20 лет история повторяется. Теперь на скамье подсудимых Даниэла Риверо и Эстебан Сан Роман. Даниэлу оправдывают, а вот Эстебана Сан Романа обвиняют в убийстве Патрисии Ибаньес, поверив ложному показанию его родной тёти Альбе Сан Роман, которая солгала на суде, назвав Эстебана Сан Романа виновным в убийстве Патрисии Ибаньес и ложному письму покойного Сервандо Мальдонадо. Его приговаривают к высшей мере наказания Арубы — смертной казни. Ана Роса нашла видеокассету с записью убийства Патрисии Ибаньес в доме у Деметрио и поехала в Арубу, но была убита Деметрио на стройке выстрелом из пистолета, видеокассету забрал обратно Деметрио. Деметрио окончательно сходит с ума, поклоняясь тёмным силам и в тот же момент носит женский костюм. Мария срочно едет в Мехико, так как их дети, Гектор и Эстрелья, не выходят на связь. Позже выяснилось, что их тётя Альба Сан Роман попыталась убить их и обвинить Марию в их убийстве, чтобы Марию также приговорили к смертной казни за убийство её детей. Однако Мария находит их живыми. Альба, узнав, что её план по убийству Гектора и Эстрельи сорвался, решила покончить с прислугой Ребеккой, подмешав крысиного яду в вино. Ребекка выпила предложенное Альбой вино и отравилась насмерть. Альба после убийства Ребекки оказалась в безвыходной для неё ситуации, поскольку приехала полиция, она взбирается на крышу особняка Сан Роман. После долгих переговоров, Альба принимает решение покончить с собой, нежели сдаться полиции. Альба бросается вниз и получает тяжелейшие увечья и позже она раскаивается в своих злодеяниях и просит пощады у Падре Белиссарио, назвав страшным грехом любовь к Эстебану. После молитвы Падре Белиссарио Альба умирает. Тело её кремируют, и все домочадцы прощают Альбу за все её грехи, также кремируют и убитую ею Ребекку.
Мария хотела найти Деметрио, чтобы они поехали обратно в Арубу, но её ждал страшный сюрприз — увидела обмотанных к стулу Бруно и Фабиолу. Вдруг в комнату входит переодетый в женщину Деметрио и говорит — «Твоё самое страстное желание стало реальностью. Наконец ты нашла убийцу Патрисии». Мария шокирована признанием Деметрио, ведь он вёл двойную игру и обманывал семью Сан Роман столько лет. Деметрио сказал, что это он убил Патрисию Ибаньес и всех людей, потому что они раскрыли тайну убийства Патрисии Ибаньес. Сейчас в Арубе казнят Эстебана Сан Романа за преступление Деметрио. Деметрио пообещал после казни Эстебана убить Марию и всю её семью. Приехали Гектор и Эстрелья, чтобы сообщить новость о том, что завтра утром Эстебана Сан Романа казнят. Гектор начал драку с Деметрио, чтобы его задержать, но он разбил стекло и скрылся. Мария отвозит видеокассету с записью убийства Патрисии Ибаньес в Арубу и приезжает вовремя, когда перед Эстебаном уже начала открываться газовая камера. Судья признал Эстебана Сан Романа невиновным и отпустил его на свободу и связывается с мексиканскими властями, чтобы задержать Деметрио — убийцу и хитреца, который некоторое время назад был перед глазами судьи. Когда вся семья собралась, Эстебан решает наконец-то открыть детям правду. Он признаётся, что их настоящая мама жива и всё это время страдала, вынужденная притворяться их мачехой. Гектор и Эстрелья в шоке, и не сразу осознают сказанное. Когда они начинают в это верить, кроме упрёков отцу они мучаются от чувства вины, помня, как они с самого начала унижали и оскорбляли эту женщину, которая всё им прощала и отвечала на выходки нежной улыбкой. Не видя, как ей кажется, отклика от своих детей, Мария решает навсегда уйти из дома. Но в этот момент Гектор окликает её и называет мамой. Со слезами на глазах Мария обнимает сына. Эстрелья плачет, и тоже называет Марию мамой. Вся семья плачет, обнимается, и клянётся больше никогда не расставаться. Позже всё семейство Сан Роман отправляется в церковный собор, чтобы поблагодарить Бога за счастливый конец истории.
Деметрио приходит в квартиру Аны Росы, где Даниэла Риверо сообщает доктору Руису о трагической гибели Аны Росы. Доктор Руис плачет навзрыд, что потерял свою любимую невесту навсегда, ведь он был её лечащим врачом в психиатрической клинике. В разгар беседы, в квартиру Аны Росы врывается Деметрио-трансвестит и наносит мощнейший удар вазой по голове жене Даниэле Риверо. Даниэла на время теряет сознание и приходит в себя в обществе доктора Руиса, Эстебана и Гектора Сан Роман, а также начальника полиции и полицейских агентов. Тем временем Деметрио-трансвестит врывается в особняк Сан Роман, подумав, что там никого нет, и взяв в заложники саму Марию Сан Роман, угрожает её убить, если она позовёт кого-то на помощь. На разговоры в гостиной спускаются Кармела, Анхель и Эстрелья Сан Роман. Мария зовёт на помощь, тогда Деметрио-трансвестит сильно ударяет Марию рукояткой пистолета по голове, и Мария теряет на время сознание, но по требованию Деметрио-трансвестита просит прощения у него на коленях, но когда Деметрио замешкался, она попыталась отнять пистолет, и прозвучал выстрел. Эстрелья подумала, что Деметрио-трансвестит покончил с Марией также, как покончил со многими людьми. Входит Эстебан Сан Роман, и родня, узнав, что с Марией находится Деметрио, убийца-трансвестит, тогда Эстебан головой вышибает запертую дверь и, пользуясь замешательством Деметрио-трансвестита, валит его на пол и отводит пистолет в сторону. Звучит два выстрела: один попадает в стену, другой разбивает торшер. Эстебан сильно избивает Деметрио-трансвестита и сдаёт его полиции. Однако дальнейшие суды по убийствам всех жертв отменены, в связи с тем, что Деметрио психически нездоров. Его из полицейского участка направляют на пожизненное принудительное лечение в сумасшедший дом.
После всех испытаний члены семьи Сан Роман находят своё счастье: Гектор женится на Вивиан, Греко — на Эстрелье, Анхель — на Альме, Леонель - на Лупите, а Эстебан вновь соединяется с Марией.. В полицейском участке Деметрио пытается сбежать из тюрьмы, но заключённые хватают его, приглашают его потанцевать, назвав его красавицей и малышкой, и красят ему губы. Деметрио плачет от стыда.

## Создатели сериала

### В ролях
| Актёр (актриса)         | Актёр (актриса) дубляжа | Роль                                | Характер персонажа |
| ----------------------- | ----------------------- | ----------------------------------- | --- |
| Виктория Руффо          | Наталья Казначеева      | Мария Фернандес Акунья де Сан Роман | отсидела 20 лет тюрьмы за убийство Патрисии Ибаньес, которое не совершала, стала супругой Эстебана Сан Романа                                                                           |
| Сесар Эвора             | Олег Мартьянов          | Эстебан Сан Роман                   | был приговорён к смертной казни за убийство Патрисии Ибаньес, которое не совершал, был спасён благодаря видеокассете с записью убийства Патрисии Ибаньес, стал супругом Марии Фернандес |
| Эдуардо Капетильо       | Даниил Эльдаров         | Леонель Ибаньес                     | сын Патрисии Ибаньес, стал супругом Лупиты Монтес |
| Жаклин Андере           | Наталья Казначеева      | Альба Сан Роман                     | хозяйка особняка Сан Роман, главная злодейка, покончила жизнь самоубийством после отравления Ребекки и приезда полиции                                                                  |
| Ана Мартин              | Ольга Плетнёва          | Сокорро Монтес                      | супруга ДаВинчи и мать Греко Монтеса |
| Сесилия Габриэла        | Ольга Плетнёва          | Даниэла Риверо                      | бывшая супруга Деметрио, была одной из подозреваемых в убийстве Патрисии Ибаньес |
| Марта Хулия             | Ольга Плетнёва          | Ана Роса                            | племянница Даниэлы Риверо, невеста доктора Руиса, была убита Деметрио Риверо выстрелом из пистолета                                                                                     |
| Гильермо Гарсия Канту   | Даниил Эльдаров         | Деметрио Риверо                     | убийца Патрисии Ибаньес и некоторых других людей |
| Рене Касадос            | Олег Мартьянов          | Бруно Мендисабаль                   | супруг Фабиолы |
| Сабине Муссьер          | Ольга Плетнёва          | Фабиола Мендисабаль                 | супруга Бруно |
| Маргарита Исабель       | Ольга Плетнёва          | Кармела Сан Роман                   | |
| Хоакин Кордеро          | Олег Мартьянов          | Падре Белиссарио                    | |
| Лоренсо де Родас        |                         | Сервандо Мальдонадо                 | задушен Деметрио Риверо |
| Мишель Вьет             | Ольга Плетнёва          | Вивиан Сан Роман                    | бывшая заключённая женской тюрьмы, супруга Эктора |
| Анна Лаевская           | Ольга Плетнёва          | Эстрелья Сан Роман де Монтес        | дочь Эстебана и Марии, супруга Греко Монтеса |
| Маурисио Аспе           |                         | Эктор Сан Роман                     | сын Эстебана и Марии, супруг Вивиан |
| Мигель Анхель Бьяджио   |                         | Анхель Сан Роман                    | сын Кармелы Сан Роман |
| Мариана Риос            |                         | Лупита Монтес де Ибаньес            | супруга Леонеля Ибаньеса |
| Химена Эррера           | Ольга Плетнёва          | Альма Муньос де Сан Роман           | супруга Анхеля Сан Романа |
| Хосе Луис Ресендес      |                         | Греко Монтес                        | сын ДаВинчи и Сокорро, супруг Эстрельи Сан Роман |
| Артуро Гарсия Тенорио   | Олег Мартьянов          | ДаВинчи Монтес                      | супруг Сокорро Монтес |
| Карлос Бонавидес        | Даниил Эльдаров         | Руфино «Пульпо» Санчес              | брат Сервандо Мальдонадо |
| Серхио Майер            |                         | Карлос Санчес                       | сын Руфино, убит Каденасом |
| Патрисия Рейес Спиндола | роль без дубляжа        | Вентурина                           | глухонемая супруга Сервандо Мальдонадо |
| Марсело Буке            |                         | Херардо Сальгадо                    | |
| Алехандро Руис          | Олег Мартьянов          | Руис                                | доктор, жених Аны Росы, потрясён её убийством |
| Лиза Виллерт            | Ольга Плетнёва          | Ребекка Роблес                      | прислуга особняка Сан Роман, убита Альбой Сан Роман посредством отравления, выпив бокал вина с добавленным крысиным ядом                                                                |
| Мариана Карр            |                         | имя героини неизвестно              | тюремная надзирательница |
| Арчи Лафранко           |                         | Лусиано                             | адвокат, защищавший Марию Фернандес, убит Деметрио Риверо выстрелом из пистолета |
| Диана Гольден           |                         | Патрисия Ибаньес#1                  | |
| Монтсеррат Оливье       | Ольга Плетнёва          | Патрисия Ибаньес                    | мать Леонеля Ибаньеса, убита Деметрио Риверо, за его убийство расплатились Мария Фернандес и Эстебан Сан Роман                                                                          |
| Оскар Морелли           |                         | имя героя неизвестно                | директор тюрьмы |
| Серхио Каталан          |                         | Флавио Мариннели                    | |
| Ирма Серрано            |                         | имя героини неизвестно              | гейша |
| Альфредо Адаме          |                         | имя героя неизвестно                | презентатор |
| Хуан Игнасио Аранда     | Олег Мартьянов          | имя героя неизвестно                | судья в Арубе |
| Альберто Чавес          |                         | Арнольдо                            | слуга особняка Сан Роман |
| Стефани Герард          |                         | Мэгги                               | бывшая невеста Анхеля Сан Романа |
| Мануэль Медина          |                         | Каденас                             | бандит, занимавшиеся работорговлей, убил Карлоса Санчеса |
| Лурдес Мунгия           |                         | Лурдес                              | |
| Франсес Ондивьела       |                         | Франсес                             | |
| Сусанна Дисайас         |                         |                                     | |

### Административная группа
- Сценарий:

Артуро Мойя Грау — оригинальный текст
Рафаэль Банкельс-младший — либретто
Лилиана Абуд — телевизионная версия
Долорес Ортега — телевизионная версия
- Режиссура:

режиссёр-постановщик — Хорхе Эдгар Рамирес
- Операторская работа:

оператор-постановщик — Хесус Нахера Саро
- Музыка:

Хорхе Авенданьо — композитор
Рубен Сепеда — композитор
Лаура Паузини — вокал
- Администраторы:
- генеральный продюсер — Сальвадор Мехия Алехандре

## Дубляж на русский язык
На русский язык сериал озвучен студией Лайт-ТВ по заказу телеканала Домашний в 2007 году. Роли озвучивали Наталья Казначеева, Ольга Плетнёва, Олег Мартьянов и  Даниил Эльдаров.